# Філіпп Леотар
Філі́пп Леота́р (при народженні — Філі́пп Поль Андре́ Леота́р, фр. Philippe Léotard; нар. 28 серпня 1940, Ніцца, Франція — †25 серпня 2001, Париж, Франція) — французький театральний та кіноактор, шансоньє. Лауреат премії «Сезар» 1982 року за найкращу чоловічу роль у фільмі «Інформатор» .

## Біографія та кар'єра
Філіпп Поль Андре Леотар народився 28 серпня 1940 року у Ніцці в багатодітній сім'ї: у нього було чотири старші сестри та два молодших брати, один з яких, Франсуа, став політиком та очолював Міністерство культури (1986–1988) та міністерство оборони Франції (1993–1995). Освіту здобув у Сорбонні, отримавши ступінь бакалавра мистецтв. Познайомившись під час навчання з Аріаною Мнушкіної, у 1964 році разом з нею став засновником авангардної паризької трупи Театр дю Солей (фр. Theatre du Soleil).
Філіпп Леотар дебютував у кіно у другій половині 1960-х років. За життя Леотар знявся у понад 70-ти фільмах, граючи переважно другорядні ролі. Його знімали такі зірки французької «нової хвилі», як Франсуа Трюффо та Клод Лелуш. У 1982 році за головну роль у стрічці швейцарського режисера Боба Свейма «Інформатор» отримав премію «Сезар» як найкращий актор.
У 1992 видана збірка віршів Філіппа Леотара «Pas un jour sans une ligne». Як автор та виконавець Леотар записав кілька альбомів.

## Особисте життя
Філіпп Леотар був одружений з акторкою Ліліан Кольє, від шлюбу з якою має двох дітей (сина Фредеріка, театрального художника, та доньку Летицію). У 1972-1981 роках перебував у шлюбі з акторкою Наталі Бай. У 1986 році, під час глибокою депресії, познайомився з Еммануель Гільбо, яка повернула йому смак до життя та народила доньку Фаустіну.
Філіпп Леотар помер 25 серпня 2001 року у Парижі від легеневої недостатності. Був похований 28 серпня, в день свого народження на паризькому цвинтарі Монпарнас.

## Фільмографія
| Рік       |    | Українська назва                    | Оригінальна назва                      | Роль                          |
| --------- | -- | ----------------------------------- | -------------------------------------- | ----------------------------- |
| 1970      | ф  | Макс і бляхарі                      | Max et les ferrailleurs                | Лосфельд                      |
| 1971      | тф | Злочин і покарання                  | Crime et châtiment                     | Разуміхін                     |
| 1971      | ф  | Дві англійки і континент            | Les deux Anglaises et le continent     | Diurka                        |
| 1971      | ф  | Рак                                 | Rak                                    | Люсьєн                        |
| 1971      | кф | Камілла                             | Camille ou La comédie catastrophique   | Оноре                         |
| 1972      | тф | Вишневий сад                        | La cerisaie                            | Лаша                          |
| 1972      | ф  | У 20 років в Оресы                  | Avoir 20 ans dans les Aurès            | лейтенант Перрен              |
| 1972      | ф  | Така красуня як я                   | Une belle fille comme moi              | Кловіс Блісс                  |
| 1973      | ф  | Камураска                           | Kamouraska                             | Антуан                        |
| 1973      | ф  | День Шакала                         | The Day of the Jackal                  | констебль                     |
| 1974      | ф  | Жульєт і Жульєт                     | Juliette et Juliette                   | Le dragueur de Juliette Vidal |
| 1974      | ф  | Відкрита паща                       | La gueule ouverte                      | Філіпп, син                   |
| 1974      | ф  | Середина світу                      | Le milieu du monde                     | Поль                          |
| 1974      | с  | Тибетський дзвін                    | La cloche tibétaine                    | Володимир Петропавловський    |
| 1975      | ф  | Не такий вже і поганий              | Pas si méchant que ça                  | Жульєн                        |
| 1975      | ф  | Французький зв'язковий 2            | French Connection II                   | Жак                           |
| 1975      | ф  | Війна за нафту не матиме місця      | La guerre du pétrole n'aura pas lieu   | Падовані                      |
| 1975      | ф  | Кіт і миша                          | Le chat et la souris                   | П'єр Шемін                    |
| 1975      | ф  | Цькування                           | La traque                              | Поль Данвіль                  |
| 1975—1990 | с  | Сінема 16                           | Cinéma 16                              | Жое Буске                     |
| 1976      | ф  | Добрі та злі                        | Le bon et les méchants                 | дилер «Сітроена»              |
| 1976      | ф  | Конкістадори                        | Les conquistadores                     |                               |
| 1976      | ф  | Слідчий Файяр на прізвисько «Шериф» | Le Juge Fayard dit Le Shériff          | інспектор Мере                |
| 1977      | ф  | Урочисте причастя                   | La communion solennelle                | Жак Граве                     |
| 1977      | ф  | Тінь замків                         | L'ombre des châteaux                   | Луїджі                        |
| 1978      | с  | Пані слідчий                        | Madame le juge                         | Гуерін                        |
| 1978      | ф  | Відвідаємо маму, тато працює        | Va voir maman, papa travaille          | Венсан                        |
| 1978      | ф  | Жудіт Терпов                        | Judith Therpauve                       | Жан-П'єр Мар'є                |
| 1979      | ф  | Коротка пам'ять                     | La mémoire courte                      | Френк Баріла                  |
| 1979      | с  | Випадок на Френч-Атлантик           | The French Atlantic Affair             | Блондин                       |
| 1979      | ф  | Слід гігантів                       | L'empreinte des géants                 | Люсьєн Шаба                   |
| 1980      | ф  | Тиждень відпустки                   | Une semaine de vacances                | доктор Сабуре                 |
| 1981      | тф | Номер 17                            | Chambre 17                             | інспектор Ліонель Дюсанті     |
| 1981      | ф  | Кльові дівчата                      | Les babas cool                         | Блез                          |
| 1982      | ф  | Шок                                 | Le Choc                                | Фелікс                        |
| 1982      | ф  | Рай для усіх                        | Paradis pour tous                      | Марк Лебель                   |
| 1982      | ф  | Інформатор                          | La balance                             | Деде Лаффон                   |
| 1982      | ф  | Мора                                | Mora                                   | Мора                          |
| 1983      | ф  | Чао, блазень                        | Tchao pantin                           | Бауер                         |
| 1983      | ф  | Зима 1960 року                      | Hiver 60                               | Андре                         |
| 1984      | ф  | Нічиї жінки                         | Femmes de personne                     | Антуан                        |
| 1984      | ф  | Дикі                                | Les fauves                             | Леандро Сантіні               |
| 1984      | ф  | Піратка                             | La pirate                              | № 5                           |
| 1984      | ф  | Римський заколот                    | Une rébellion à Romans                 | Jean Serve, dit 'Paulmier'    |
| 1985      | ф  | Малинівка                           | Rouge-gorge                            | Луї Дюкасс                    |
| 1985      | ф  | Прощавай, барсуче                   | Adieu blaireau                         | Фред                          |
| 1985      | ф  | Танго, Гардель у вигнанні           | El exilio de Gardel: Tangos            | П'єр                          |
| 1986      | ф  | Нахаба                              | Le paltoquet                           | почесний продавець            |
| 1986      | ф  | Стан несамовитості                  | L'état de grâce                        | П'єр-Жульєн                   |
| 1987      | ф  | Джейн Б. очима Аньєс В.             | Jane B. par Agnès V.                   | убивця                        |
| 1987      | ф  | Якби сонце не сходило               | Si le soleil ne revenait pas           | Арлеттаз                      |
| 1988      | ф  | Заповіт убитого єврейського поета   | Le testament d'un poète juif assassiné | Бернар Гауптман               |
| 1988      | ф  | Південь                             | Sur                                    | Роберто                       |
| 1988      | ф  | Філософський камінь                 | L'oeuvre au noir                       | Анрі-Максімільєн              |
| 1988      | ф  | Перекусна «Будапешт»                | Snack Bar Budapest                     | Сапо                          |
| 1988      | ф  | Ада у джунглях                      | Ada dans la jungle                     | Руді                          |
| 1988      | ф  | Колір вітру                         | La couleur du vent                     | П'єр                          |
| 1988      | тф | Бенкет                              | Le banquet                             | Сократ                        |
| 1989—1992 | с  | Чиллери                             | Chillers                               | Андре Арно                    |
| 1990      | ф  | Бувають дні... Бувають ночі         | Il y a des jours... et des lunes       | співак                        |
| 1990      | ф  | У оці змії                          | In the Eye of the Snake                | Філ Анзер                     |
| 1990      | ф  | Згаданий                            | Le dénommé (Oublie que tu es un homme) | Оклер                         |
| 1991      | ф  | Плоть                               | La carne                               | Ніколя                        |
| 1992      | ф  | Місто на продаж                     | Ville à vendre                         | Жан Булар, фізіотерапевт      |
| 1994      | ф  | Еліза                               | Élisa                                  | Gitane Smoker                 |
| 1995      | ф  | Знедолені                           | Les misérables                         | Тенардьє у 1942 році          |
| 1995      | тф | Дитина у спадок                     | L'enfant en héritage                   | Сем Свіні                     |
| 1995      | ф  | Пандора                             | Pandora                                | Рауль                         |
| 1997      | ф  | Чорний Дью                          | Black Dju                              | інспектор Плеттше             |

## Визнання
| Рік            | Категорія                     | Фільм                               | Результат |
| -------------- | ----------------------------- | ----------------------------------- | --------- |
| Премія «Сезар» |                               |                                     |           |
| 1978           | Найкращий актор другого плану | Слідчий Файяр на прізвисько «Шериф» | Номінація |
| 1983           | Найкращий актор               | Інформатор                          | Перемога  |

## Публікації
- Philippe Léotard, Portrait de l'artiste au nez rouge, éd. Balland-Égée, 1988 ISBN 2715807201
- Philippe Léotard, Pas un jour sans une ligne, éd. Les Belles Lettres, 1992 ISBN 225144002X
- Philippe Léotard, Clinique de la raison close, éd. Les Belles Lettres, 1997 ISBN 2251440992